# Kim Milton Nielsen

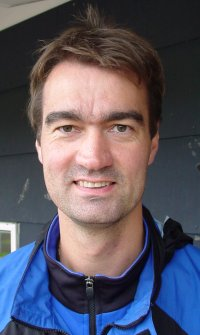
Kim Milton Nielsen (2004)

Kim Milton Nielsen (* 3. August 1960 in Kopenhagen) ist ein ehemaliger dänischer Fußballschiedsrichter.

## Biografie
Der 1,96 m große „Riese“ aus Ballerup bei Kopenhagen gehörte zu den weltbesten FIFA-Schiedsrichtern. 2001 erreichte er hinter Pierluigi Collina und Anders Frisk sowie 2002 hinter Collina und Urs Meier jeweils den dritten Platz im Ranking der weltweit besten Fußball-Referees. Auch in den Jahren davor und danach erreichte er vordere Platzierungen.
Seinen ersten großen internationalen Auftritt hatte er beim UEFA-Super-Cup 1993 zwischen Werder Bremen und dem FC Barcelona. Die Fußball-Europameisterschaft 1996 in England war sein erstes großes Turnier als Schiedsrichter. Er verpasste seitdem kein einziges FIFA- oder UEFA-Turnier. In England leitete er das Vorrundenspiel zwischen Deutschland und Russland. Bei der Fußball-Weltmeisterschaft 1998 in Frankreich durfte er bereits zwei Spiele leiten. Zunächst das Gruppenspiel zwischen Deutschland und Jugoslawien, dann im Achtelfinale das legendäre Spiel zwischen Argentinien und England, bei dem er David Beckham vom Platz stellte und das England im Elfmeterschießen verlor. 1998 hatte er für einen europäischen Schiedsrichter äußerst seltenen Einsatz bei der Fußball-Afrikameisterschaft in Burkina Faso.
Bei der Fußball-Europameisterschaft 2000 leitete er erneut ein Spiel mit deutscher Beteiligung, das erste Vorrundenspiel gegen Rumänien, genauso bei der Fußball-Weltmeisterschaft 2002, wo er das Spiel Deutschland gegen Irland leitete. Bei diesem Turnier pfiff er drei Spiele. Sein letzter Einsatz war das Halbfinalspiel zwischen Brasilien und der Türkei.
Seinen letzten Einsatz bei einem großen Turnier hatte er bei der Fußball-Europameisterschaft 2004 in Portugal. 2005 beendete er seine Karriere, da er die Altersgrenze von 45 Jahren erreicht hatte. Von Beruf ist Kim Milton Nielsen IT-Manager.
1989 pfiff er gemeinsam mit dem Schotten William Crombie das Finale der Futsal-Weltmeisterschaft.